# Мојсије Суботић
Мојсије Суботић (Сремска жупанија, око 1730 — Мартинци, 1789) био је један од првих српских сликара и иконописаца који су се академски образовали у уметности у Бечу.

## Kаријера
Распрострањеност заападне оријентације у српском религијском сликарству у 18. веку види се на иконостасима Мојсија Суботића. Радио је иконостасе у српској православној цркви у Мартинцима и у цркви Светог Ђорђа у селу Велики Бастаји. Оба иконостаса рађена су у барокном и рококо стилу. У трећем слоју на иконостасу у Бастајима међу пророцима је представљена стојећа Богородица са раширеним рукама и голубом на грудима. Голуб је симбол Светог Духа, а у аустријској цркви ова уметност представља неку врсту Благовести.
Суботић је представио најкомплетнију галерију српских владара и светитеља. Уместо приказа Богородице и Светог Јована Крститеља, представио је ликове Светог Саве и Светог Симеона, који Христу представљају српске владаре и светитеље.